# Elbebrücke bei Barby
Die Elbebrücke bei Barby ist eine 757 m lange Eisenbahnbrücke mit einem Steg für Fußgänger und Radfahrer. Das Bauwerk steht bei Barby und überspannt die Elbe bei Stromkilometer 294,1 und im Vorlandbereich die Nuthe kurz vor ihrer Mündung. Es wurde im Zuge der Bahnstrecke Berlin–Blankenheim, einem Streckenabschnitt der sogenannten Kanonenbahn, in den 1870er Jahren errichtet.

## Geschichte
Am 18. Dezember 1872 wurde dem preußischen Landtag ein Gesetz zur Bewilligung der Aufnahme einer Anleihe in Höhe von 120 Millionen Talern (360 Millionen Mark) vorgelegt. Die war unter anderem für den Bau einer Strecke von Berlin nach Wetzlar vorgesehen, die 50,75 Millionen Taler (152,25 Millionen Mark) kosten sollte. Am 11. Juni 1873 trat das Gesetz in Kraft.
Für eine Streckenführung mit einer Elbquerung bei Barby, unterhalb der Saalemündung, setzte sich insbesondere der damalige Pächter der Domäne Barby und Reichstagsabgeordnete Adolph von Dietze erfolgreich ein. Der eigentliche Brückenbau mit der Herstellung der Gründungen und Unterbauten begann nach dem ersten Spatenstich am 15. Juli 1875. Die zweigleisigen, eisernen Brückenüberbauten mit einem 1,25 Meter breiten öffentlichen Fußweg errichtete die Gutehoffnungshütte in (Oberhausen-)Sterkrade, die Montage begann im September 1876. Mit der Probebelastung am 3. Oktober 1877 war das Bauwerk fertiggestellt. Die Kosten betrugen 2,165 Millionen Mark. Die Inbetriebnahme der zweigleisigen Strecke fand am 15. April 1879 statt.

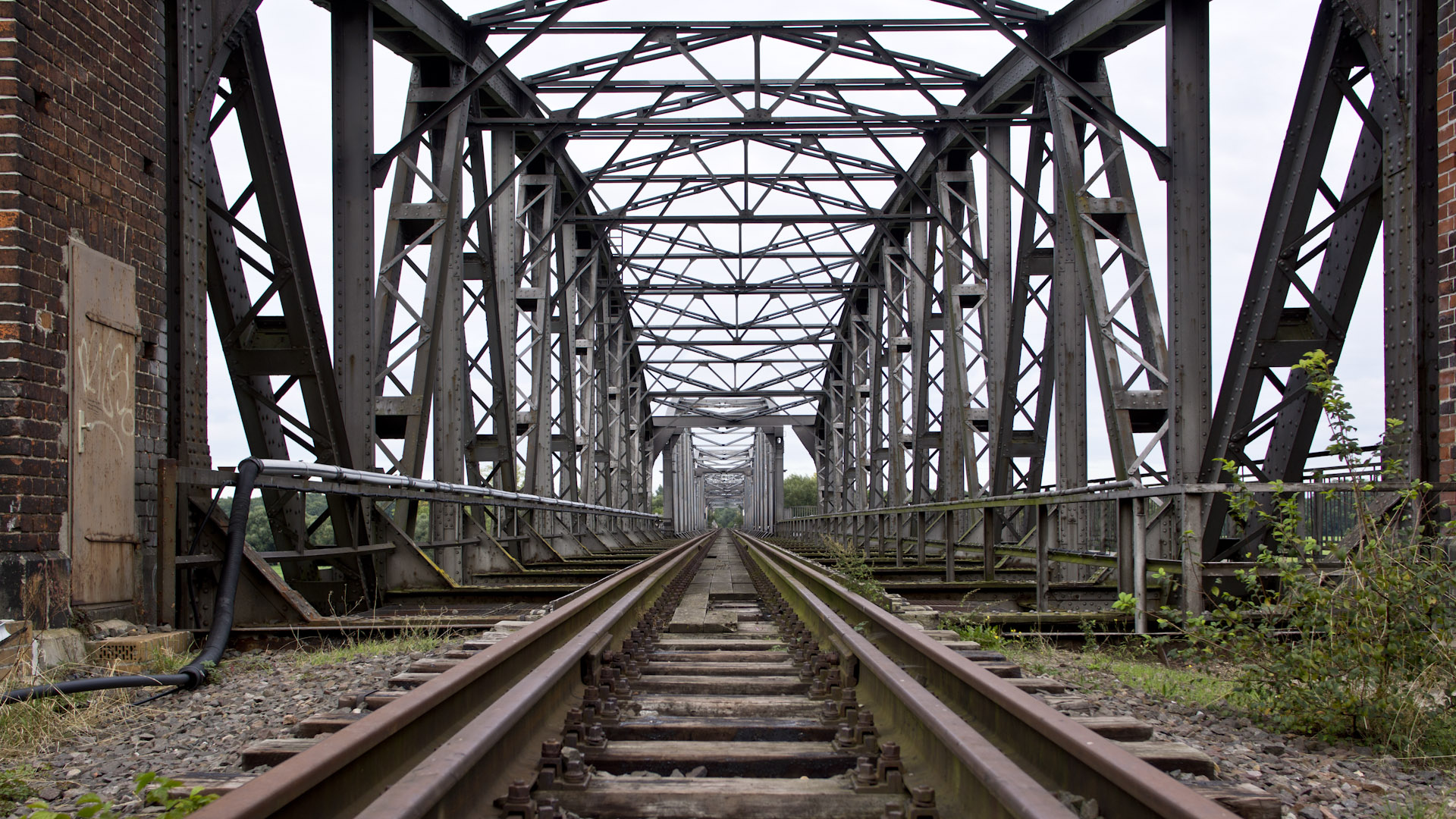
Westliches Brückenende

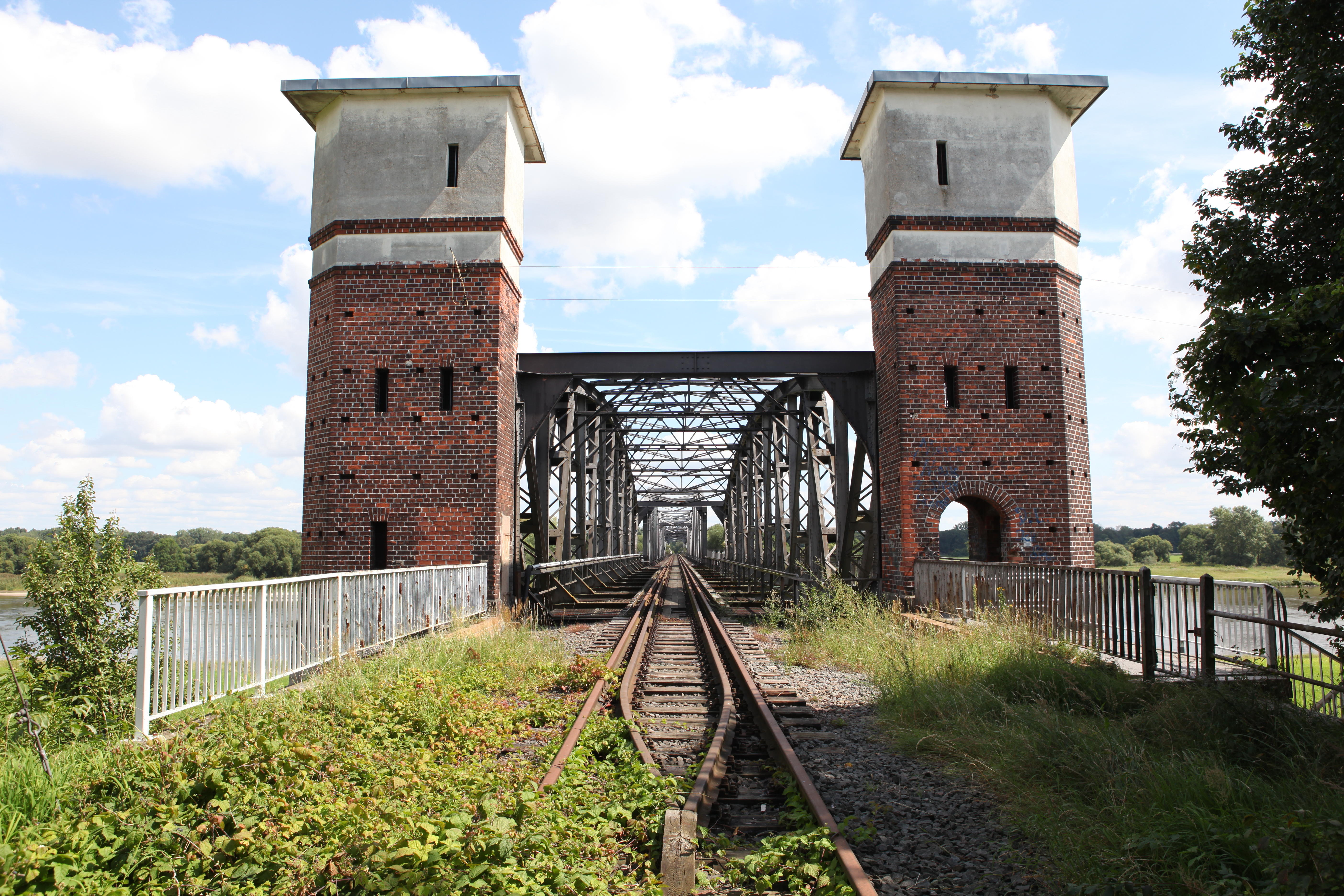
Westliche Brückentürme

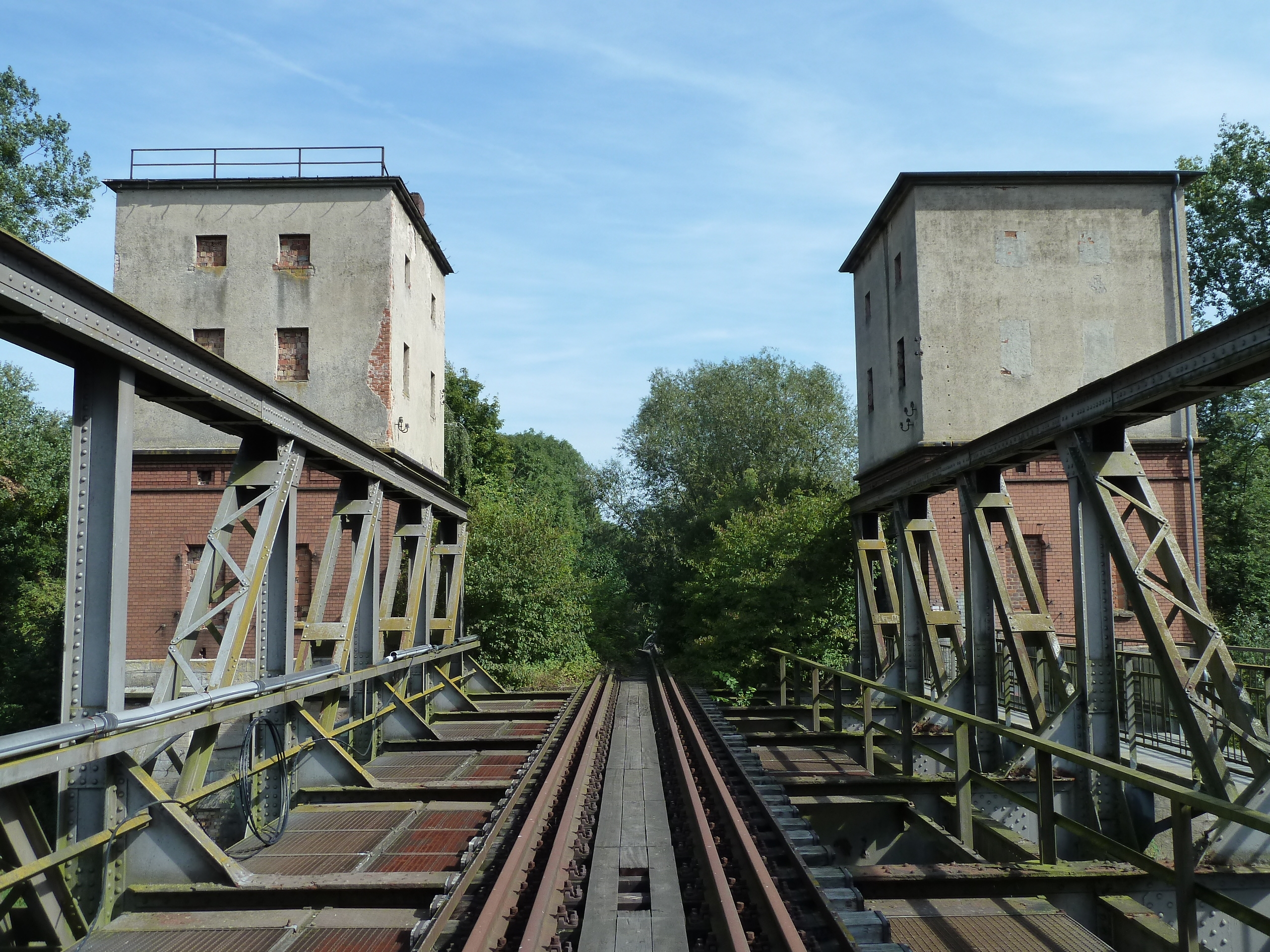
Östliches Brückenende

Aufgrund größerer Zugmassen und gestiegener Achslasten folgte von Mai 1908 bis Dezember 1909 der Austausch der ursprünglichen schmiedeeisernen Überbauten durch neue stählerne Brückenträger bei der Elbebrücke und der rund 150 Meter langen Flutbrücke beim Ort Flötz. Zusätzlich wurden die zum Austausch der Überbauten abgerissenen Brückentürme neu erbaut. Bei der 2,426 Millionen Mark teuren Maßnahme montierten durchschnittlich 220 Arbeitskräfte insgesamt 4671 Tonnen Stahl. Die einzelnen Überbauten wurden in Zugpausen von zwei Stunden durch seitliches Einschieben des Neubaus ausgewechselt. Den Abschluss der Bauarbeiten im Oktober 1911 bildeten die Neubauten der Brückentürme. Bei den Arbeiten verunglückten drei Arbeiter tödlich.
Im Zweiten Weltkrieg wurden auf den westlichen Brückentürmen Plattformen für Flugabwehrkanonen errichtet. Die Wohnhäuser der Brückenwärter am östlichen Brückenende wurden um zwei Etagen aufgestockt und ebenfalls mit Plattformen für Flugabwehrkanonen versehen. Am 12. April 1945 sprengten deutsche Truppen vor den sich nähernden US-amerikanischen Einheiten einen Strompfeiler, wodurch auch die beiden aufliegenden Überbauten stark beschädigt wurden. Daraufhin errichtete die 83. US-Infanteriedivision etwa zwei Kilometer weiter südlich eine Pontonbrücke. Diese wurde am 13. April 1945 fertiggestellt und diente dem Ausbau eines Brückenkopfs, der bis Zerbst reichte.
Nach der Räumung der Fahrrinne von Brückentrümmern begann im Sommer 1947 der Wiederaufbau des Strompfeilers. Die zwei zerstörten Überbauten wurden durch einen eingleisigen stählernen Behelfsüberbau vom System „Roth-Waagner“ der Wehrmacht ersetzt. Am 1. März 1948 fuhr der erste Zug auf dem verbliebenen Streckengleis Blankenheim–Berlin über das für 1,66 Millionen Reichsmark wiederhergestellte Bauwerk. Aufgrund des Behelfsüberbaus bestand eine Geschwindigkeitsbeschränkung von 30 km/h.
Die Stadt Barby schloss im Jahr 1949 mit der Deutschen Reichsbahn einen Vertrag über die Nutzung des Fußwegs auf der südlichen Seite der Elbbrücke, der sich seit 1953 mit einer sechsmonatigen Kündigungsfrist automatisch um ein weiteres Jahr verlängert.
Nach größeren Unterhaltungsmaßnahmen 1956 und 1965 folgte zwischen 1973 und 1976 eine umfangreiche Instandsetzung der Brücke. Dabei wurde der Behelfsüberbau durch zwei neue eingleisige, jeweils 285 Tonnen schwere Überbauten während einer 18-tägigen Streckensperrung ersetzt. Bei den restlichen Überbauten wurden eine neue Fahrbahn in der Streckenachse mit neuen Fahrbahnträgern eingebaut. Ende 1976 waren die Arbeiten abgeschlossen.
1992 und 1993 kam es im Rahmen von Vorarbeiten für eine Streckenelektrifizierung zu Umbauten der Portalquerriegel der Überbauten der Flussbrücke. Am 4. August 2004 genehmigte das Eisenbahn-Bundesamt die Stilllegung der Eisenbahnstrecke Güterglück – Barby, der am 12. Dezember 2004 mit dem Fahrplanwechsel die dauernde Einstellung des Eisenbahnbetriebs auf der Brücke folgte.
Die kleinste Durchfahrtshöhe beträgt für Schiffe 5,45 Meter beim höchsten Schifffahrtswasserstand mit einem Pegelstand von 5,7 Meter. Für einen dreilagigen Containertransport auf der Elbe ist sie rund einen Meter zu niedrig. Daher prüfte die Wasser- und Schifffahrtsdirektion Ost im Jahr 2011 die Eigentums- und Unterhaltungspflichten sowie die Möglichkeit eines Rückbaus der Brücke. Für das Anheben eines 65 Meter langen Brückensegments über der Fahrrinne wurden im Jahr 2013 Kosten in Höhe von 200.000 Euro geschätzt. Konkrete Planungen zur Zukunft, zum Erhalt oder Abriss der Brücke hatte die Deutsche Bahn damals noch nicht.
Im Februar 2014 wurde bekannt, dass die Deutsche Bahn die Brücke an einen nicht genannten neuen Eigentümer verkauft hat. Im Kaufvertrag sei vereinbart, dass die Deutsche Bahn bis zum 15. April 2014 den „Rückbau der Gleisanlagen und der Elbbrücke“ beim Eisenbahnbundesamt beantragen werde. Die Stadt protestierte und verwies auf den Denkmalschutzstatus der Brücke. Neuer Eigentümer ist die Sächsisches Institut für Regionalökonomie und Energiewirtschaft (Sire) AG, die außerdem weitere Teile der Bahnstrecke Güterglück–Güsten gekauft und den südlichen Abschnitt bereits demontiert hat. Für den Erhalt wurden rund 4700 Unterschriften gesammelt und wieder ein Brückenfest veranstaltet.
Im Juni 2021 gab die Deutsche Bahn AG bekannt, eine Machbarkeitsstudie für Reaktivierung der Bahnstrecke Güterglück – Barby durchzuführen. Im November 2023 wurde das Ergebnis der Studie vorgestellt: Eine Reaktivierung sei technisch machbar und würde geschätzt 520 Millionen Euro kosten.

## Konstruktion

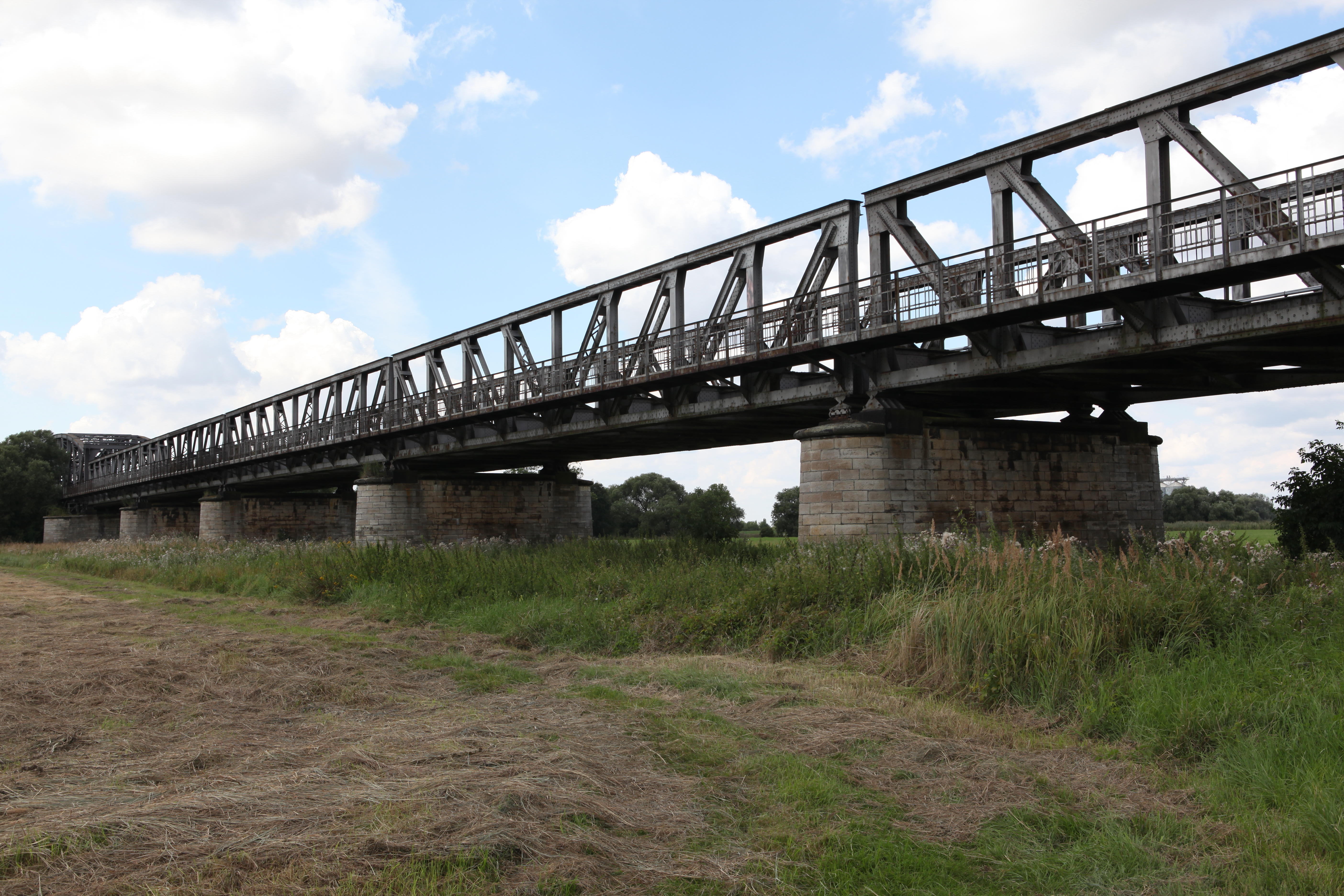
Flutbrücke am östlichen Elbeufer

Der 757,45 Meter lange Brückenzug hat 16 Öffnungen, die jeweils von Einfeldträgern überspannt werden. Die zehn Flutbrücken über dem Vorlandbereich der östlichen Elbeseite haben 35,0 Meter Pfeilerachsabstände und jeweils 33,76 Meter Stützweite sowie zwei oberhalb der Fahrbahn seitlich angeordnete, parallelgurtige, genietete Fachwerkbinder. Sie sind für zwei Gleise ausgelegt. Die Strombrücke hat Pfeilerachsabstände von 67,6 Metern und besteht aus sechs Überbauten mit jeweils 65,5 Metern Stützweite, die als Halbparabelträger mit gekrümmtem Obergurt ausgebildet sind. Die ehemals zweigleisigen Träger von 1910 sind genietet. Die 1976 eingebauten zwei schmaleren Überbauten können ein Gleis aufnehmen und haben geschraubte Verbindungen.
Die gemauerten Strompfeiler haben Abmessungen von 4,0 Meter in Brückenlängsrichtung und 14,5 Meter senkrecht dazu. Bei den Flutpfeilern sind es 2,6 Meter bzw. 12 Meter. Die Pfeiler sind auf Senkbrunnen gegründet, die bis in eine Tiefe von 7,0 Meter unter die Flusssohle reichen.